# Crotalaria mollicula
Crotalaria mollicula är en ärtväxtart som beskrevs av Carl Sigismund Kunth. Crotalaria mollicula ingår i släktet sunnhampor, och familjen ärtväxter. Inga underarter finns listade i Catalogue of Life.